# 迈克尔·贝茨
迈克尔·贝茨（英語：Michael Bates，1969年12月19日—），德克萨斯州人，美国男子田径运动员，主攻短跑。他曾代表美国参加1992年夏季奥林匹克运动会田径比赛，获得男子200米铜牌。